# Louis Leitz

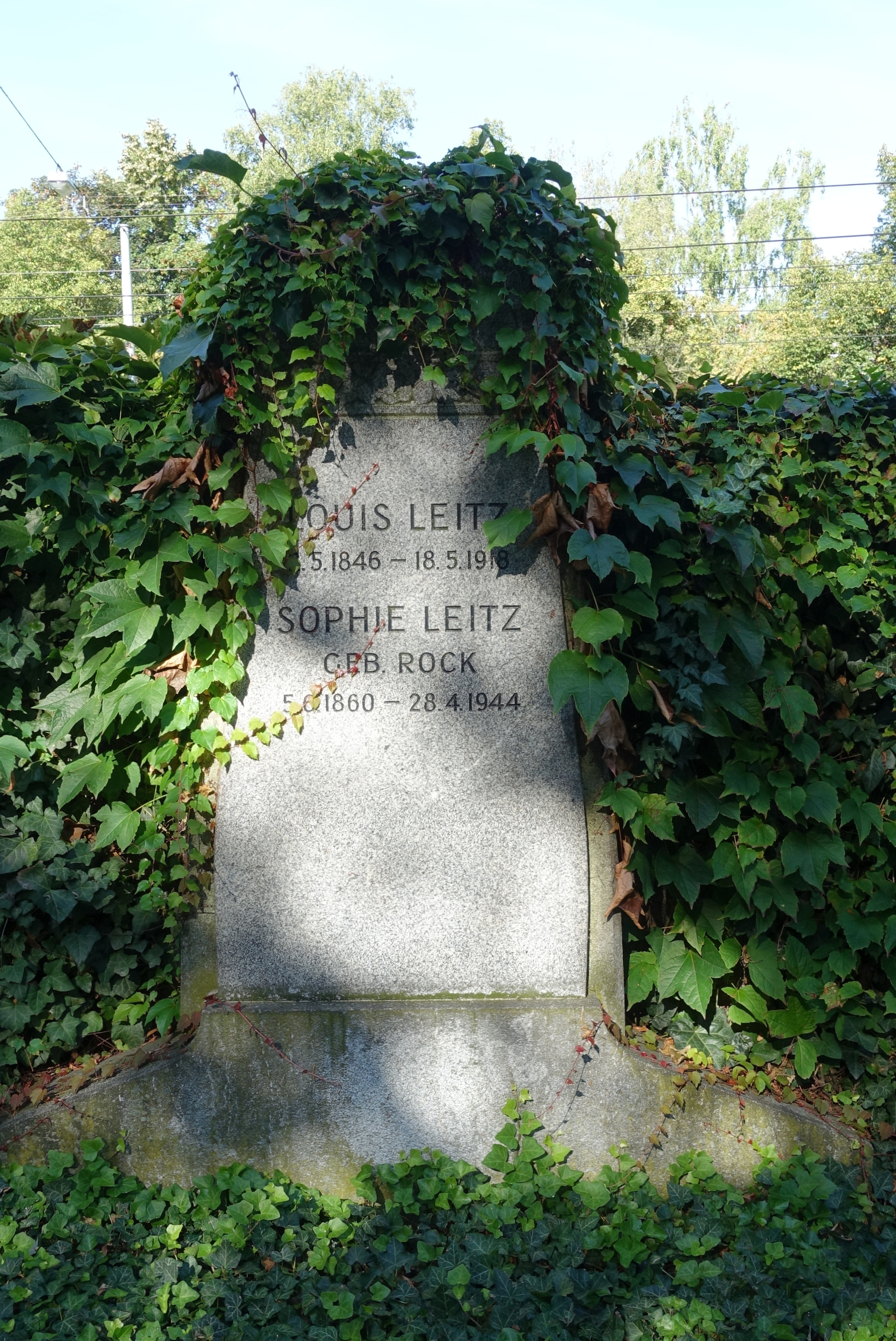

Louis Leitz (Ingersheim, 2 maggio 1846 – Stoccarda, 18 maggio 1918) è stato un inventore e designer tedesco, fu l'inventore del moderno classificatore per ufficio con clips e foro, fondatore della  Esselte Leitz GmbH & Co KG.

## Biografia

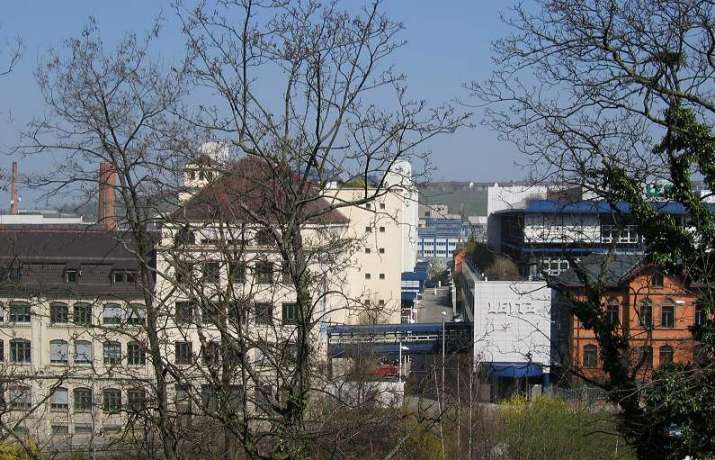
Sede Esselte Leitz GmbH & Co KG

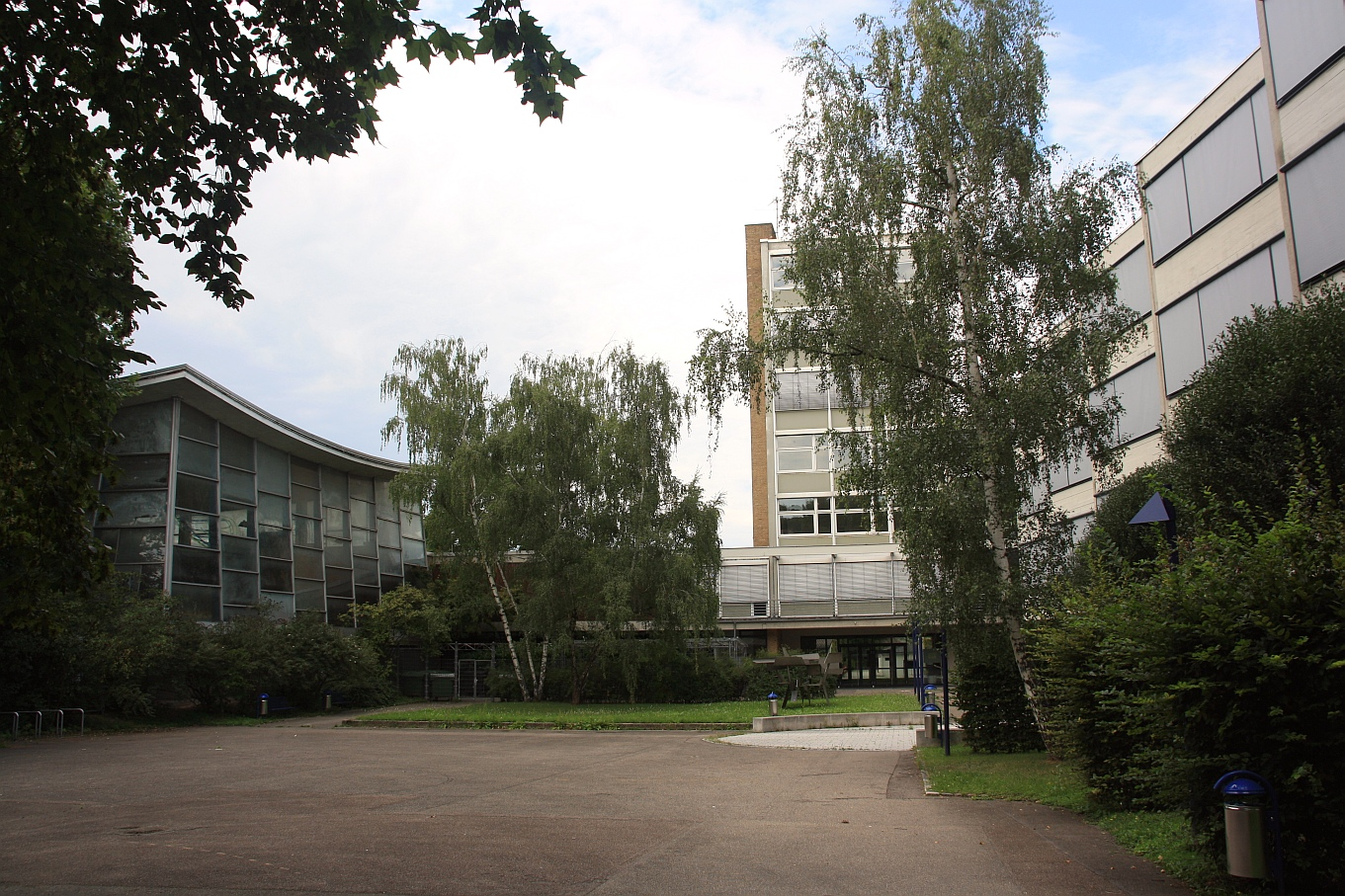
Louis-Leitz-Schule

Louis Leitz lavorò come meccanico nella nascente industria tedesca di metà ottocento. Si ingegnò come Facturabücher-Fabrikant fabbricante di primitivi esempi di faldone. Fondò nel 1871 la „Werkstätte zur Herstellung von Metallteilen für Ordnungsmittel“ fino al 1896 come primo Hebelordner con chiusura eccentrica. La meccanica rivoluzionaria la si trova ora in tutti i tipi di raccoglitore per ufficio. Nel 1911 venne introdotta la chiusura con griffa.
La sede della Leitz è tutt'oggi simbolo di architettura tradizionale mista al moderno, presente a Feuerbach (Stoccarda).
Leitz giace al cimitero Pragfriedhof di Stoccarda.

## Onorificenze
- Louis-Leitz-Schule a Feuerbach, intitolata a suo nome.
- Louis Leitz Stiftung a Stoccarda, fondazione alla sua memoria.
- Louis-Leitz-Straßen a Brema-Oberneuland e Ingersheim (Baden-Württemberg).